# Мехтерзен
Мехтерзен (њем. Mechtersen) општина је у њемачкој савезној држави Доња Саксонија. Једно је од 43 општинска средишта округа Линебург. Према процјени из 2010. у општини је живјело 657 становника. Посједује регионалну шифру (AGS) 3355023.

## Географски и демографски подаци
Мехтерзен се налази у савезној држави Доња Саксонија у округу Линебург. Општина се налази на надморској висини од 15 метара. Површина општине износи 14,4 km². У самом мјесту је, према процјени из 2010. године, живјело 657 становника. Просјечна густина становништва износи 46 становника/km².